# Tautobriga erythropus
Tautobriga erythropus är en fjärilsart som beskrevs av Felder 1874. Tautobriga erythropus ingår i släktet Tautobriga och familjen nattflyn. Inga underarter finns listade i Catalogue of Life.